# Дивертикул
Диверти́кул (от лат. diverticulum — дорога в сторону) — врождённое или приобретённое слепо заканчивающееся выпячивание стенки полого или трубчатого органа.

## Дивертикулы человека
Наиболее часто у человека встречаются дивертикулы пищеварительного тракта. 
Наибольшее клиническое значение имеют дивертикулы пищевода, кишечника (дивертикулы двенадцатиперстной кишки, Меккелев дивертикул, множественные дивертикулы толстой кишки). Наличие дивертикулов в толстом кишечнике носит название дивертикулёз, воспаление дивертикулов — дивертикулит.
Большое значение также имеют дивертикулы мочевого пузыря.
В прочих полых и трубчатых органах (сердце, трахея, желудок, мочеточники, уретра и др.) дивертикулы встречаются крайне редко.

### Дивертикул Меккеля
Меккелев дивертикул (по имени немецкого анатома J.F. Meckel Jr., 1781—1833) — локальное мешковидное выпячивание стенки подвздошной кишки, образовавшееся вследствие неполного заращения жёлточного протока, который участвует в питании плода; как правило, расположен на расстоянии 10—100 см от илеоцекального угла.

### Дивертикул пищевода
Дивертикул пищевода — мешковидное выпячивание стенки пищевода. Различают пульсионные и тракционные дивертикулы пищевода. В зависимости от расположения их разделяют на глоточно-пищеводные (ценкеровские), эпибронхиальные (бифуркационные, среднепищеводные), эпифренальные (наддиафрагмальные).

### Дивертикул мочевого пузыря
Дивертикул мочевого пузыря — мешковидное выпячивание стенки мочевого пузыря. Врождённые дивертикулы обычно одиночные, располагаются на заднебоковой стенке, соединяются с основной полостью пузыря длинной шейкой. Приобретённые зачастую имеют множественный характер.